# Городские населённые пункты Мурманской области
В состав Мурманской области России входят 27 городских населённых пунктов, в том числе:
- 16 городов, среди которых выделяются:
  - 6 городов областного значения (в списке выделены оранжевым цветом), в рамках организации местного самоуправления 1 образуют городской округ, 5 муниципальные округа,
  - 6 в составе закрытых административно-территориальных образований (в списке выделены серым цветом), в рамках организации местного самоуправления образуют (входят в) городские округа,
  - 4 в составе районов, в том числе в рамках организации местного самоуправления 2 входят в муниципальные районы, 2 в муниципальные округа;
- 11 посёлков городского типа (пгт), среди которых выделяется:
  - 1 в составе закрытого административно-территориального образования (в списке выделен серым цветом), в рамках организации местного самоуправления входит в городской округ,
  - 10 в составе районов (в рамках организации местного самоуправления входят в муниципальные районы и 2 муниципальных округа).

## Города
| №  | город         | город областного значения / ЗАТО / район           | муниципальный район / муниципальный/городской округ                     | население, чел. | основание / первое упоминание | статус города | герб | прежние названия                                                                           |
| -- | ------------- | -------------------------------------------------- | ----------------------------------------------------------------------- | --------------- | ----------------------------- | ------------- | ---- | ------------------------------------------------------------------------------------------ |
| 1  | Апатиты       | город Апатиты с подведомственной территорией       | город Апатиты с подведомственной территорией, муниципальный округ       | ↘48 748         | 1916                          | 1966          |      | до 1926 — Белый                                                                            |
| 2  | Гаджиево      | ЗАТО Александровск                                 | ЗАТО Александровск, городской округ                                     | ↘9088           | 1957                          | 1981          |      | до 1967 — Ягельная Губа до 1981 — Гаджиево до 1994 — Мурманск-130 до 1999 — Скалистый      |
| 3  | Заозёрск      | ЗАТО город Заозёрск                                | ЗАТО город Заозёрск, городской округ                                    | ↘7760           | 1958                          | 1958          |      | до 1981 — Заозёрный до 1994 — Североморск-7 до 1994 — Мурманск-150 до 1994 — Западная Лица |
| 4  | Заполярный    | Печенгский район                                   | Печенгский муниципальный округ                                          | ↘14 231         | 1956                          | 1963          |      |                                                                                            |
| 5  | Кандалакша    | Кандалакшский район                                | Кандалакшский муниципальный район                                       | ↘28 438         | 1526                          | 1938          |      |                                                                                            |
| 6  | Кировск       | город Кировск с подведомственной территорией       | город Кировск с подведомственной территорией, муниципальный округ       | ↘24 271         | 1929                          | 1931          |      | до 1934 — Хибиногорск                                                                      |
| 7  | Ковдор        | Ковдорский район                                   | Ковдорский муниципальный округ                                          | ↘15 423         | 1953                          | 1965          |      |                                                                                            |
| 8  | Кола          | Кольский район                                     | Кольский муниципальный район                                            | ↘8933           | 1517                          | 1965          |      |                                                                                            |
| 9  | Мончегорск    | город Мончегорск с подведомственной территорией    | город Мончегорск с подведомственной территорией, муниципальный округ    | ↘39 477         | 1935                          | 1937          |      | Монча-Губа                                                                                 |
| 10 | Мурманск      | город-герой Мурманск                               | город-герой Мурманск, городской округ                                   | ↘266 681        | 1916                          | 1916          |      | до 1917 — Романов-на-Мурмане                                                               |
| 11 | Оленегорск    | город Оленегорск с подведомственной территорией    | город Оленегорск с подведомственной территорией, муниципальный округ    | ↘20 695         | 1949                          | 1957          |      | до 1957 — Оленья                                                                           |
| 12 | Островной     | ЗАТО город Островной                               | ЗАТО город Островной, городской округ                                   | ↘1412           | 1611                          | 1981          |      | до 1920 — Йоканьгский погост до 1938 — Йоканьга до 1981 — Гремиха до 1992 — Мурманск-140   |
| 13 | Полярные Зори | город Полярные Зори с подведомственной территорией | город Полярные Зори с подведомственной территорией, муниципальный округ | ↘14 078         | 1968                          | 1991          |      |                                                                                            |
| 14 | Полярный      | ЗАТО Александровск                                 | ЗАТО Александровск, городской округ                                     | ↘12 154         | 1896                          | 1939          |      | до 1931 — Александровск до 1939 — Полярное                                                 |
| 15 | Североморск   | ЗАТО город Североморск                             | ЗАТО город Североморск, городской округ                                 | ↗43 394         | 1896                          | 1951          |      | до 1951 — Ваенга                                                                           |
| 16 | Снежногорск   | ЗАТО Александровск                                 | ЗАТО Александровск, городской округ                                     | ↗10 023         | 1970                          | 1980          |      | до 1980 — Вьюжный до 1994 — Мурманск-60                                                    |

## Посёлки городского типа
| №  | пгт             | город областного значения / ЗАТО /район | муниципальный район / муниципальный/городской округ | население, чел. | основание / первое упоминание | статус пгт | герб | прежние названия       |
| -- | --------------- | --------------------------------------- | --------------------------------------------------- | --------------- | ----------------------------- | ---------- | ---- | ---------------------- |
| 1  | Верхнетуломский | Кольский район                          | Кольский муниципальный район                        | ↘1254           |                               | 1966       |      |                        |
| 2  | Зеленоборский   | Кандалакшский район                     | Кандалакшский муниципальный район                   | ↘3628           | 1951                          | 1952       |      |                        |
| 3  | Кильдинстрой    | Кольский район                          | Кольский муниципальный район                        | ↘2235           | 1936                          | 1937       |      |                        |
| 4  | Молочный        | Кольский район                          | Кольский муниципальный район                        | ↘4029           | 1932                          | 1979       |      |                        |
| 5  | Мурмаши         | Кольский район                          | Кольский муниципальный район                        | ↘9449           | 1938                          |            |      |                        |
| 6  | Никель          | Печенгский район                        | Печенгский муниципальный округ                      | ↘9519           | 1934                          | 1945       |      | до 1944 —Колосйоки     |
| 7  | Печенга         | Печенгский район                        | Печенгский муниципальный округ                      | ↘2021           |                               | 1945       |      | до 1944 — Петсамо      |
| 8  | Ревда           | Ловозерский район                       | Ловозерский муниципальный район                     | ↘6321           | 1950                          | 1950       |      |                        |
| 9  | Сафоново        | ЗАТО город Североморск                  | ЗАТО город Североморск, городской округ             | ↘4255           | XIX век                       |            |      | до 1953 — Губа Грязная |
| 10 | Туманный        | Кольский район                          | Кольский муниципальный район                        | ↘389            | 1971                          | 1978       |      |                        |
| 11 | Умба            | Терский район                           | Терский муниципальный район                         | ↘4031           | 1466                          | 1930       |      | до 1967 — Лесной       |

### Бывшие пгт
- Апатиты — пгт с 1935 года. Преобразован в город в 1966 году.
- Африканда — пгт с 1955 года. Преобразован в сельский населённый пункт в 2004 году[6].
- Ваенга — пгт с 1948 года. Преобразован в город Североморск в 1951 году.
- Видяево — рп в 2001—2002 годах.
- Горный — пгт с 1959 года. Включён в черту города Заполярный в 1967 году.
- Гремиха — пгт с 1957 года. Преобразован в город Островной в 1981 году.
- Заполярный — пгт с 1957 года. Преобразован в город в 1963 году.
- Зареченск — пгт с 1959 года. Преобразован в сельский населённый пункт в 1995 году.
- Зашеек — пгт с 1935 года. Преобразован в сельский населённый пункт в 2004 году[6].
- Кандалакша — пгт с 1932 года. Преобразован в город в 1938 году.
- Ковдор — пгт с 1957 года. Преобразован в город в 1965 году.
- Кола — пгт с 1935 года. Преобразован в город в 1965 году.
- Кукисвумчорр — пгт с 1930 года. Включён в черту города Кировск в 1958 году.
- Лесозаводский — пгт с 1941 года. Преобразован в сельский населённый пункт в 1995 году.
- Малая Сопча — пгт с 1939 года. Упразднён в 1957 году.
- Молодёжный — пгт с 1959 года. Включён в черту города Апатиты в 1966 году.
- Мончегорск — пгт с 1935 года. Преобразован в город в 1937 году.
- Нагорновский — пгт с 1951 года. Включён в черту города Мурманска в 1958 году.
- Нивский — пгт с 1933 года. Преобразован в сельский населённый пункт в 1995 году.
- Оленья — пгт с 1949 года. Преобразован в город Оленегорск в 1957 году.
- Полярные Зори — пгт с 1973 года. Преобразован в город в 1991 году.
- Порт-Владимир — пгт с 1935 года. Преобразован в сельский населённый пункт в 1969 году. Упразднён в 2007 году.
- Приречный — пгт с 1968 года. Преобразован в сельский населённый пункт в 2004 году[6].
- Росляково — пгт с 1959 года. Включён в черту города Мурманска в 2015 году[7].
- Сайда-Губа — пгт с 1938 года. Преобразован в сельский населённый пункт в 1979 году.
- Серебрянский — пгт с 1965 года. Упразднён как фактически не существующий в 1978 году.
- Териберка — пгт с 1938 года. Преобразован в сельский населённый пункт в 1997 году[8].
- Тюва-Губа — пгт с 1957 году. Преобразован в сельский населённый пункт в 1973 году.
- Шонгуй — пгт с 1959 года. Преобразован в сельский населённый пункт в 2004 году[6].